# Die Nibelungen (Romanreihe)
Die Nibelungen ist eine 1997 im Econ Verlag erschienene neunteilige Fantasy-Romanreihe, die sich mit verschiedenen Personen aus der Nibelungensage befasst. Es handelt sich, wie betont wird, um keine Nacherzählung des mittelalterlichen Stoffes, die Geschichten lassen sich jedoch in die Chronologie des Nibelungenliedes einfügen.

## Übersicht der Romane
| Nr. | Autor                      | Titel            | Protagonist          | Nebenfiguren            | Zeitliche Einordnung hinsichtlich des Nibelungenlieds                                    |
| --- | -------------------------- | ---------------- | -------------------- | ----------------------- | ---------------------------------------------------------------------------------------- |
| 1   | Kai Meyer                  | Der Rabengott    | Hagen von Tronje     | Dankwart                | Zeit bevor Hagen als Berater an den Hof in Worms gelangt                                 |
| 2   | Alexander Nix (Kai Meyer)  | Das Drachenlied  | Alberich             | Hagen von Tronje        | kurze Zeit nachdem Siegfried den Nibelungenhort erwarb und den Drachen getötet hat       |
| 3   | Jana Held (Martina Müller) | Die Flammenfrau  | -                    | Brunhild                | Zeit vor Gunthers Krönung zum König                                                      |
| 4   | Bernhard Hennen            | Das Nachtvolk    | Volker von Alzey     | Hagen von Tronje        | Zeit vor Siegfrieds Ankunft in Worms                                                     |
| 5   | Jörg Kastner               | Das Runenschwert | Siegfried von Xanten | -                       | Jugendzeit Siegfrieds vor der Erschlagung des Drachen und dem Erwerb des Nibelungenhorts |
| 6   | Alexander Nix (Kai Meyer)  | Die Hexenkönigin | Kriemhild            | Hagen von Tronje, Etzel | Zeit vor Siegfrieds Ankunft in Worms                                                     |
| 7   | Jana Held (Martina Müller) | Das Zauberband   | Brunhild             |                         |                                                                                          |
| 8   | Bernhard Hennen            | Der Ketzerfürst  | Volker von Alzey     | Gunther, Giselher, Ute  | Zeit vor Siegfrieds Ankunft in Worms                                                     |
| 9   | Alexander Nix (Kai Meyer)  | Der Zwergenkrieg | Alberich             | -                       | Zeit nachdem Siegfried den Nibelungenhort erwarb und den Drachen getötet hat             |

## Entstehung und Hintergrund
Trotz der grundsätzlichen Offenheit, die das Fantasy-Genre für alle Stoffe bietet, fand die Nibelungensage lange Zeit in der Fantasy-Literatur keinen Niederschlag. Eine mögliche Ursache dafür könnte sein, dass klassische Fantasy von Briten und US-Amerikanern geprägt wurde, denen der eigene Sagenkreis um König Artus näher stand. Auch dürfte mit reingespielt haben, dass seit der NS-Zeit und deren Missbrauch germanischer Sagenstoffe diese als problematisch galten, weshalb Fantasy-Autoren ihn mieden. Hinzu kommt, dass der Nibelungenstoff – im Gegensatz zur Artussage – sehr auf den Untergang der Burgunder fixiert ist.
Erst mit einer neuen Generation von Autoren ändert sich dies. Der erste Fantasy-Roman, der auf der Nibelungensage fußt, wird 1986 mit Wolfgang Hohlbeins Hagen von Tronje veröffentlicht, womit die Figur Hagens von Tronje erstmals auch zum Protagonisten wird. 1992 folgen aus dem amerikanischen Raum dann Stephan Grundys Rheingold sowie 1993 bis 1996 Diana L. Paxsons Dreiteiler Die Töchter der Nibelungen.
An diese Entwicklung knüpft dann die beim Econ-Verlag veröffentlichte Reihe Die Nibelungen an. Geistiger Vater davon war Kai Meyer. Dieser gab selbst an, dass ihm die Idee dazu bei der Betrachtung des Angebots in einer Buchhandlung entstanden war:
„Entstanden war die Idee irgendwann in einer Buchhandlung, als ich mich fragte, warum es eigentlich meterweise Bücher zum britischen Artus-Mythos gibt, aber nur ganz wenige zum Nibelungenlied.“
Somit war es das Ziel, dem bisherigen Übergewicht der Artussage in der Fantasy etwas Neues entgegenzusetzen und für die Fantasy das bisher noch unangetastete Potential der deutschen Sagen und Mythen nutzbar zu machen.
Die konkrete Konzeption der Reihe entwarf Meyer dann gemeinsam mit Reinhard Rohn.
Meyer selbst sagte später über das Konzept der Reihe:
„Mehrere Autoren nehmen sich jeweils eine der Haupt- oder Nebenfiguren des Nibelungenliedes vor und schreiben eigene Geschichten über sie. Das konnten Jugendabenteuer sein, Erlebnisse, die zeitgleich zum Lied spielen oder auch danach – wobei letzteres in Anbetracht der hohen Sterblichkeit an Etzels Hof einigermaßen schwierig geworden wäre. Möglich war prinzipiell alles, mit einer einzelnen strengen Vorgabe: Auf gar keinen Fall durften Widersprüche zum Inhalt des Nibelungenliedes auftauchen, das für alle Beteiligten die unantastbare Serienbibel sein sollte.“.
Das Nibelungenlied sollte somit als Ausgangspunkt der Reihe dienen. Es sollten, so der Plan, mehrere eigenständige Werke geschrieben werden, die zum Ausgangstext, dem Nibelungenlied, passende Erweiterungen darstellen, diesem aber nicht widersprechen. Damit entsprach das Konzept dem des arthurischen Erzählrahmens, in dem die Abenteuer verschiedener Personen vom Hof um König Artus zusammengehalten werden.
Ursprünglich war hierbei vorgesehen, dass Meyer nur diesen Roman für die Reihe beisteuern sollte:
„Weil ich selbst die Idee zur Serie hatte, sicherte ich mir gleich zu Anfang eine der interessantesten Figuren der Nibelungensage – den finsteren Hagen von Tronje. Ursprünglich wollte ich nur diesen einen Roman beisteuern und dann den anderen Autoren die Fortführung überlassen.“
Es waren auch andere Autoren für die Reihe vorgesehen, so etwa Martin Eisele mit einem Roman über Gunther („Der Feuerstern“) und Franjo Terhart zu Siegfried („Der Runenkrieg“).

## Inhalt und dargestellte Welt
Der Rahmen der Welt bildet ein imaginäres Hochmittelalter, neben dem Nibelungenlied speist sich die gezeichnete Welt aber auch aus Hollywood-Ritterfilmen und ähnlichen Dingen. Dies ist aber nicht konsequent durchgehalten, da um 1200 herum Mitteleuropa bereits christianisiert ist, während man in manchen Romanen aber noch einen Konflikt zwischen Christentum und Heidentum herauslesen kann. In Der Ketzerfürst ist bei den Franken noch der Mithraskult, der in der Spätantike im Römischen Reich verbreitet war, vorhanden bzw. wird wiederbelebt.
Die Romane liefern keine genauen Angaben über die politischen Verhältnisse der Welt, in der die Romane spielen, enthalten auch keine dies erklärenden Karten als Illustration, liefern jedoch eine Reihe von Details hierzu. Als Völker und deren Reiche tauchen in den Romanen auf:
- Burgunder unter König Gunther mit Worms als Königssitz
- Franken unter Königin Merowech, unmittelbare Nachbarn von Burgund
- Niederländer unter Königin Sieglind mit Xanten als Königssitz
- Normannen unter König Eurich in Aquitanien, die als Oberschicht über die einheimische Bevölkerung herrschen
- Friesen unter König Hariolf
- Sachsen
- Hunnen unter König Etzel im Osten

Jeder Roman widmet sich einer Figur aus dem Nibelungenlied, die Protagonisten sind dabei Hagen von Tronje, Alberich, Brünhild, Volker von Alzey, Siegfried von Xanten und Kriemhild. Alberich und Volker sind als einzige Figuren die Protagonisten von jeweils zwei Bänden. Die Charaktere werden dabei aus dem Gesamtzusammenhang des Nibelungenliedes gelöst und mit einer eigenen Geschichte versehen, was die Schaffung einer eigenen Vergangenheit oder auch einer realistisch-psychologischen Motivation für das Handeln bedeutet.
Der Umgang mit dem Stoff der Nibelungensage kann dabei grundsätzlich als nüchtern und unaufgeregt, dabei aber nicht unsensibel gedeutet werden. Grundsätzlich ist es das Anliegen der einzelnen Romane, eine aufregende Geschichte zu erzählen, die Neues bietet.

## Erfolg
Die Reihe blieb bei neun Bänden, es waren weitere geplant, zur Umsetzung kam es jedoch nicht mehr.
Das Magazin „Wunderwelten“, das damalige Hausmagazin von Fantasy Productions, urteilte hinsichtlich der Bände und Autoren zwar unterschiedlich, erkannte aber das grundsätzlich darin enthaltene Potential der deutschen Fantasy und sah darin eine Emanzipation von den englischsprachigen Vorbildern:
„Nun, auch die schwächeren Romane sind im Grunde nicht schlechter als der meiste Fantasykram, der über den Großen Teich zu uns kommt. Obwohl der Nibelungenzyklus nur zum kleineren Teil die Chancen nutzt, die der Stoff bietet, führt er als Fantasy-Unterhaltungsliteratur durchaus den Beweis, daß wir die Ami-Fantasy – von vielleicht zwei bis drei übersetzungswürdigen Romanen pro Jahr mal abgesehen – überhaupt nicht brauchen.“
Auch wenn die Reihe nur neun Romane umfasste, obwohl mehr entstehen sollten, somit unter dem Strich nicht den erhofften Durchbruch erzielte, waren zumindest die von Meyer und Hennen geschriebenen Romane dennoch erfolgreich. Sie erfuhren mehrere Auflagen bei verschiedenen Verlagen – neben Econ auch Heyne, Bastei-Lübbe und Piper. Die Germanistin Ines Heiser wertet dies 2012 als „aus ökonomischer Sicht erfolgreich umgesetzt“, da sich die Romane auch fünfzehn Jahre nach ihrem Erscheinen immer noch erfolgreich verkaufen, „was auf dem eher schnelllebigen Fantasymarkt durchaus bemerkenswert ist.“
Die Neuauflagen kommen dabei auch mit einem jeweils neuen Layout und einer neuen Covergestaltung, woran deutlich wird, dass die Bücher nicht mehr als reine Fantasyliteratur vermarktet werden, sondern inzwischen als anspruchsvollere Belletristik. Eine der Zielgruppen seien laut Heiser hierbei Familien mit Bildungsinteressen, die echte oder vermeintliche Inhalte mit kultureller Tradition auf diese Weise in zeitgemäßer Form ihren Kindern nahebringen wollen.
Kai Meyer hat seine vier für die Reihe geschriebenen Bände später in einem Sammelband unter dem Titel „Nibelungengold“ nochmals neu veröffentlicht.
Bernhard Hennen meinte 2009 in einem Interview, dass die Reihe „mutmaßlich nicht mehr fortgesetzt wird“, er selbst habe aber vor, einen weiteren historischen Roman zu schreiben, zudem habe er Pläne für einen Siegfried-Roman, der aber noch in weiter Ferne liege.